# Povestea micului cocoșat
Povestea micului cocoșat (titlul original: în germană Die Geschichte vom kleinen Muck) este un film de basm est-german,
realizat în 1953 de regizorul Wolfgang Staudte, fiind considerat a fi cea mai de succes producție din istoria filmului DEFA.
Acțiunea se bazează pe basmul Muc cel mic de Wilhelm Hauff și povestește despre un băiețel care, cu papuci magici și o baghetă magică, caută negustorul care are de vânzare norocul.
Protagoniștii filmului sunt actorii Thomas Schmidt, Johannes Maus, Trude Hesterberg și Alwin Lippisch. 

## Conținut

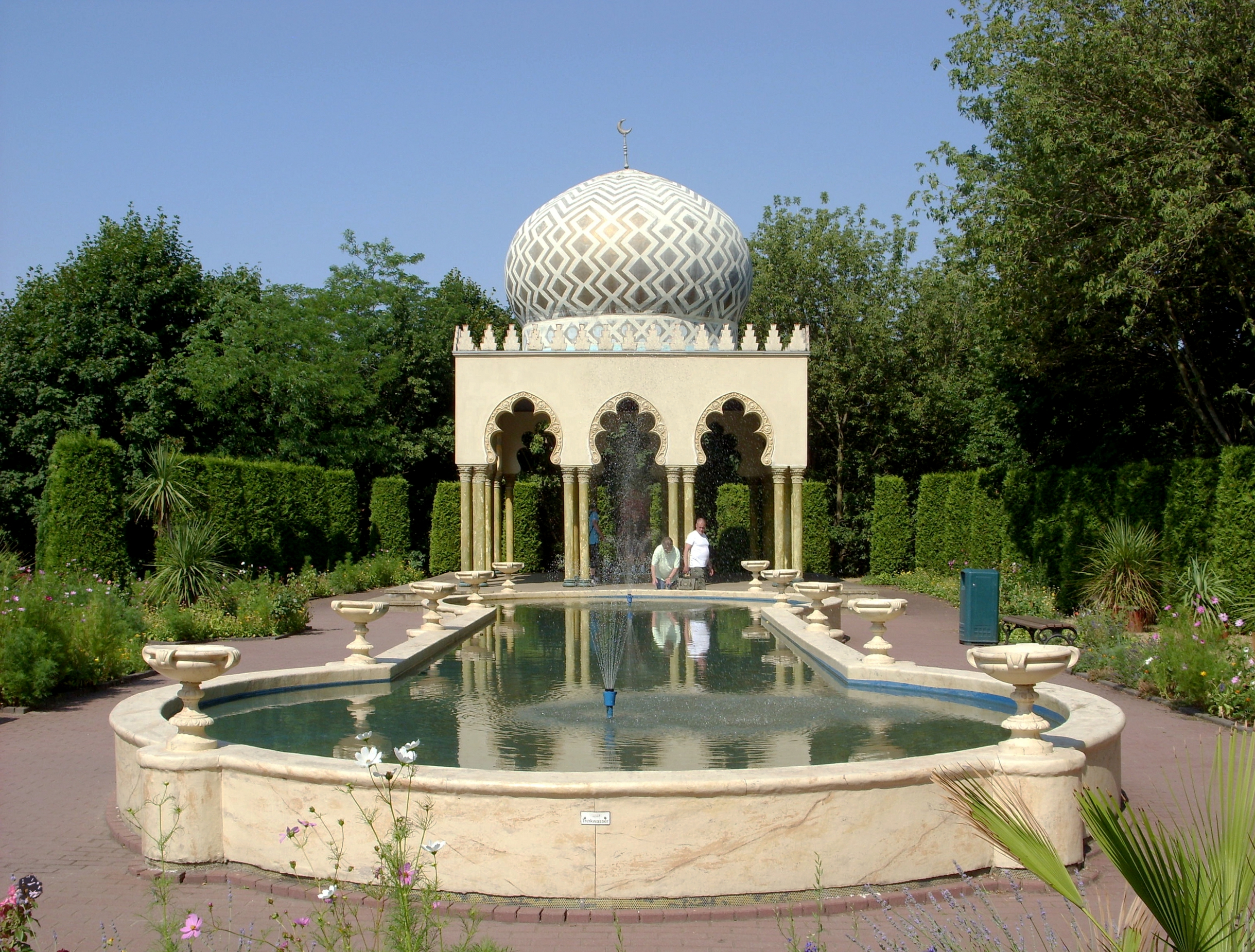
O replică de culise a filmului, din Filmpark Babelsberg

### Preambul
Acțiunea filmului începe într-un atelier de olărit într-un oraș oriental, unde bătrânul, micul și cocoșatul Muck lucrează ca ucenic olar. Muck, lipsit de orice bucurie nu-i place să iasă în stradă, întrucât este mereu batjocorit de copii, mai ales din cauza aspectului său. În acea zi, însă, și-a făcut drum spre Imam cu două ulcioare. Este zărit de Mustafa și urmărit prin oraș împreună cu alți copii. Copiii îl ridiculizează ca pe un „om mic și rău”. Muck reușește să-i ademenească pe copiii care îl urmează în atelierul de ceramică acum pustiu. Muck se încuie acolo cu ei și se urcă pe un raft înalt plin de ulcioare de lut. Mustafa urcă după el și distruge polițele de jos cu ulcioarele de pe ele. Copiii vor acum să fugă înspăimântați, dar observă că ușa este încuiată. Îi cer Muck cheia, dar Muck vrea să-i lase să plece doar după ce au ascultat propria poveste, povestea „omului rău”.

### Povestea micuțului Muck
Muck le spune copiilor că în copilărie s-a jucat cu cioburi de sticlă colorată și a făcut schimburi de troc ca ei astăzi. Apoi începe să le povestească:
Într-o zi tatăl meu m-a întrebat ce aș vrea să fiu când voi fi mare. I-am răspuns că aș vrea să caut negustorul, despre care mi-a povestit mama mea care murise între timp, care ar putea să vândă fericirea. Cu toate acestea, tatăl meu a vrut să învăț ceva util, așa că m-a dus la un profesor de școală pe care îl cunoștea. Acolo am fost hărțuit de ceilalți copii din cauza aspectului meu, iar profesorul nu a vrut să mă primească la școala lui din cauza cocoașei mele, motivând că ar fi supraaglomerată.
Tatăl meu a reacționat neputincios la acesta, după care din nou i-am făcut propunerea să-l caute pe negustorul despre care vorbea adesea mama mea. Deși am încercat să mă fac util undeva în oraș, nu am putut găsi nimic. Când m-am întors trei zile mai târziu, la mine acasă erau rude care scotociseră casa pentru bani și obiecte de valoare. Unul dintre ei mi-a spus atunci că tatăl meu a murit subit. Deoarece nu mai aveam pe nimeni, am plecat.
Muck povestește mai departe cum, în drumul său fiind foarte trist, întâlnește un paznic care la întrebarea sa dacă nu știe drumul spre negustorul de fericire, acesta îl trimite spre deșertul pustiu, spunând că tocmai ieri a trecut încolo. În deșert, Muck ajunge la niște ruine ciudate unde trăia o vrăjitoare înconjurată de o mulțime de pisici. Ca să-l rețină lângă ea, aceasta îi ia încălțările și toiagul de drumeț și le-a aruncat în foc, însărcinând-ul să aibă grijă de pisicile ei.
Într-o zi când vrăjitoarea era plecată de acasă, o pisică a răsturnat un ulcior care s-a spart. Între cioburi, spre mirarea lui Muck, a găsit o pereche de iminei și un baston, cu care a reușit să fugă. Deoarece imineii îi erau prea mari și îi cădeau din picioare, când a încercat să ridice limba unuia, Muck a văzut un text gravat: „Fugi cu mine, într-un îndepărtat loc. Unde fuga ta se termină, fericirea este a ta răsplată”. La început nu a înțeles nimic, dar cu timpul a observat că atunci când ridica limba imineilor, aceștia nu-i mai cădeau din picioare și când i-a încercat, parcă îl duceau singuri, cu o viteză foarte mare. Astfel a ajuns într-un oraș  unde a creat haos în final încurcându-se într-o plasă de pescuit. Abia după ce pescarii l-au eliberat din plasă, și-a dat seama de magia încălțărilor sale.
Când l-a întâlnit pe Murad, ștafeta supremă al sultanului, a aflat că doar cel mai rapid din toată țara ar putea fi căpetenia lor, i-a venit ideea să-și folosească imineii pentru asta, așa că s-a prezentat la palatul sultanului.
Muck crede că și-a găsit fericirea lucrând ca o ștafetă la curtea Sultanului, însă cariera lui Muck stârnește invidia curtenilor, care îl implică într-un joc de intrigi și ca urmare este alungat din palat. Pe drum descoperă secretul a doi smochini neobișnuiți care îi permit să dea o lecție curtenilor, prin vrăjitorie să le pună urechi de măgar pe cap. Își cere imineii furați și bastonul înapoi și rătăcește înapoi în deșert.
Astfel se încheie povestea micuțului Muck „care deținea o baghetă magică și a alergat după fericire cu imineii fermecați fără să o găsească”, dar și a bătrânului Muck care stă pe raftul cu ulcioare de lut și le povestește copiilor. Între timp, Mustafa și ceilalți copii sunt foarte fascinați de basmul său și îi oferă cadouri drept compensație la ce i-au făcut. Jubilând, îl poartă prin oraș și îl ajută să livreze ulcele de lut. Când un paznic se amuză zgomotos pe seama lui, Mustafa ia poziție imediat în apărarea noului prieten. Bătrânul Muck, însă, doar zâmbește și răspunde: „O, lasă-l în pace. Sunt sigur că încă nu cunoaște povestea micuțului Muck” în timp ce copiii continuă să-l poarte mai departe prin oraș.

## Distribuția în ordinea apariției
- Willi Schwabe – ucenicul olar Jussef
- Johannes Maus – Muck, în vârstă
- Johannes Rhein – Mustafa, băiatul pe stradă
- Thomas Schmidt – Muck cel mic
- Friedrich Richter – Mukrah, tatăl lui Muck
- Helene Riechers – mătușa în vârstă a lui Muck
- Else Korén – mătușa tânără a lui Muck
- Wolf Beneckendorff – învățătorul
- Friedrich Gnaß – paznicul orașului
- Alfred Land – cumnatul gras
- Julius Klee – conducătorul de caravană
- Trude Hesterberg – Ahavzi, femeia cu pisici în deșert
- Lutz Götz – omul cu covorul
- Fredy Barten – negustorul de fructe
- Harry Riebauer – Murad, ștafeta împăratului
- Wolf Kaiser – căpitanul gărzii din palat
- Werner Peters – cel mai mic Ramujin
- Gerd Frickhöffer – Ramujinul inferior
- Richard Nagy – Ramujinul superior
- Wilhelm Hinrich Holtz – Ramujinul suprem
- Silja Lésny – prințesa Amarza
- Heinz Kammer – prințul Baiazid
- Alwin Lippisch – sultanul
- Charles-Hans Vogt – magicianul
- Gerhard Hänsel – prințul Hassan
- Wilhelm Otto Eckhardt – tatăl lui Murad
- Ursula Kempert – o sclavă
- Joe Schorn – negustorul de pânzeturi
- Waldemar Jacobi – înțeleptul
- Nico Turoff – temnicerul
- Fritz Wolff – unchiul cu cărți
- Jean Brahn – negustorul de covoare
- Otto Lange – meșterul olar
- Heinz Appel, Emil Leser, Karl Block, Hermann Dieckhoff – medici
- Toni Meitzen – un călător
- Herbert Scholz – un unchi
- Hubert Temming – omul gras
- Hans-Joachim Giese, Walter Wystemp, Wladimir Marfiak, Alexander Papendiek – pescari
- Hans Schille – soldatul
- Erich Klapper – sătean
- Anneliese Sommer – săteanca

## Recepție
De la lansarea filmului în 1953 până la căderea RDG, Kleinen Muck a rămas filmul de vânzare numărul unu al Ministerului Comerțului Exterior. Numai în RDG a atras 12.998.153 de spectatori.
Regizorul Wolfgang Staudte a fost inițial planificat pentru a lucra la filmul Mutter Courage und ihre Kinder, dar din cauza dezacordurilor, nu a început niciodată să lucreze la acel proiect și a luat Povestea micului cocoșat ca proiect interimar.

## Literatură
- Hauff, Wilhelm, Muc cel mic, tradus de Irina Vlad, București, 1965: Editura Tineretului, p. 44;